# Felipe Berríos
Felipe Hernán Berríos del Solar (Santiago, 27 de noviembre de 1956) es un sacerdote ex-jesuita, activista y escritor chileno, conocido por su labor como capellán y fundador de las organizaciones Techo e Infocap. Fue expulsado de la Compañía de Jesús y suspendido por 10 años del ejercicio del sacerdocio en público y de labores pastorales.

## Biografía
Estudió en el Colegio San Ignacio El Bosque y en 1977 ingresó a la Compañía de Jesús. Realizó misiones durante 3 años en Tanzania y el 10 de marzo de 1989 fue ordenado sacerdote jesuita.
Fue capellán y fundador de diversas ONG como Un techo para Chile e Infocap: la Universidad de los Trabajadores desde 1997 hasta 2010. A partir de 2001, replicó Un techo para Chile en diversos países de latinoamericanos, formando Un techo para mi país. Esta organización se encuentra actualmente en 19 países bajo el nombre Techo. También ha liderado los proyectos «En todo Amar y Servir», y ha sido capellán de los colegios Carampangue, La Maisonette y Villa María Academy.
En 2010, para instalar la última mediagua con sus propias manos, Berríos eligió Curanilahue, la misma comuna donde comenzó el trabajo de Un techo para mi país. Ese mismo año partió de misión a Burundi, para trabajar en el Servicio Jesuita de Refugiados. Después de 2 años trabajando en Burundi, es enviado al Congo, para continuar trabajando en programas educacionales con los refugiados de dicho país. En 2014 regresó a Chile.
Desde el mes de enero de 2015, vive en el Campamento Luz Divina VI, en el sector de La Chimba de Antofagasta. En septiembre de 2015 se pidió el desalojo de 26 campamentos y entre ellos, donde actualmente reside Berríos.
En 2015, Felipe Berríos fue mencionado en correos electrónicos que tomaron restado público entre los cardenales Ezzati y Errázuriz para impedirle al sacerdote jesuita asumiera como capellán del Palacio de La Moneda.
En marzo de 2022 fue nombrado como coordinador nacional de campamentos del Ministerio de Vivienda y Urbanismo por el gobierno de Gabriel Boric, tras ser autorizado por su congregación, pero no aceptó tal nombramiento.

## Ámbito literario
En 2001 se sumó columnista a la revista El Sábado del diario El Mercurio, donde más de una vez causó controversias producto de sus afirmaciones y reflexiones que ahí expresaba. Por ejemplo, el 3 de enero de 2009 publicó una columna que suscitó un debate en torno a lo que se llegaría a conocer como las «universidades cota mil», universidades privadas cuyas sedes se ubican en la precordillera de Santiago, afirmando que llenan a sus alumnos de conocimientos académicos sin mostrarles la realidad del otro lado de la ciudad, por el que recibió muchas críticas y comentarios.
También ha escrito una serie de libros en los que ha plasmado sus reflexiones a partir de las experiencias que ha vivido.
- 2000, Para amar y servir (reeditado en 2010)[21]
- 2002, Lo mínimo indispensable
- 2006, Puntadas con hilo
- 2006, Todo comenzó en Curanilahue
- 2007, Ojos que no ven
- 2010, Digerir lo vivido

## Controversias
El 29 de abril de 2022 la Compañía de Jesús recibió una denuncia en contra de Berríos por hechos de connotación sexual, tras lo cual se abrió una investigación en su contra y fue suspendido del ejercicio del sacerdocio.
El 1 de junio de 2023, el Ministerio Público puso fin a la investigación que llevó adelante y lo sobresee de forma definitiva.
El 10 de mayo de 2024 fue expulsado de la Compañía de Jesús por estos cargos y se ratifica por el Dicasterio para la Doctrina de la Fe, la prohibición del "ejercicio público del sacerdocio y todo contacto pastoral con menores de edad durante un período de 10 años".